# BEX3
BEX3 (англ. Brain expressed X-linked 3) – білок, який кодується однойменним геном, розташованим у людей на X-хромосомі. Довжина поліпептидного ланцюга білка становить 111 амінокислот, а молекулярна маса — 12 959.
| 10         |  | 20         |  | 30         |  | 40         |  | 50         |
| ---------- |  | ---------- |  | ---------- |  | ---------- |  | ---------- |
| MANIHQENEE |  | MEQPMQNGEE |  | DRPLGGGEGH |  | QPAGNRRGQA |  | RRLAPNFRWA |
| IPNRQINDGM |  | GGDGDDMEIF |  | MEEMREIRRK |  | LRELQLRNCL |  | RILMGELSNH |
| HDHHDEFCLM |  | P          |  |            |  |            |  |            |

A: Аланін

C: Цистеїн

D: Аспарагінова кислота

E: Глутамінова кислота

F: Фенілаланін

G: Гліцин

H: Гістидин

I: Ізолейцин

K: Лізин

L: Лейцин

M: Метіонін

N: Аспарагін

P: Пролін

Q: Глутамін

R: Аргінін

S: Серин

Задіяний у таких біологічних процесах, як апоптоз, альтернативний сплайсинг. 
Білок має сайт для зв'язування з іонами металів. 
Локалізований у цитоплазмі, ядрі.